# Fatu La
De Fatu La of Fotu La is een bergpas in de westelijke Indiase Himalaya. De pas maakt deel uit van de Leh-Srinagar Highway en is het hoogste punt van deze weg.
Vanaf Leh gerekend begint de weg te stijgen uit het Indusdal bij Khalsi (ongeveer 2900 m, 97 km van Leh). De weg gaat met een groot aantal haarspelden omhoog door een kaal rotslandschap, tot Lamayuru (ongeveer 3600 m, 124 km van Leh), dat bekend is om zijn gompa. Na Lamayuru stijgt de weg geleidelijker door tot aan de pas. Vanaf daar leidt de weg weer naar beneden tot Bodh Kharbu (ongeveer 3500 m, 162 km van Leh). Vanaf Bodh Kharbu stijgt de weg weer naar de minder hoge Namika La.